# Boissy-sans-Avoir
 Boissy-sans-Avoir  es una población y comuna francesa, en la región de Isla de Francia, departamento de Yvelines, en el distrito de Rambouillet y cantón de Montfort-l'Amaury.
Como curiosidad en su cementerio se encuentran enterrados la actriz Romy Schneider, famosa por su trilogía de películas de la emperatriz Sissi y su hijo David, muerto trágicamente a los 14 años.

## Demografía
| 353 | 357 | 392 | 380 | 423 | 519 |
| Para los censos de 1962 a 1999 la población legal corresponde a la población sin duplicidades (Fuente: INSEE [Consultar]) |     |     |     |     |     |